# Norfolk
Norfolk je nižinska grofija v vzhodnem delu Anglije. Meji na grofije Lincolnshire na zahodu, Cambridgeshire na zahodu in jugozahodu ter Suffolk na severu. Na severu in vzhodu jo obliva Severno morje. Glavno mesto grofije je Norwich. Norfolk je peta največja grofija v Angliji. Pokriva območje 5.371 km².
Od 34 nevelemestnih angleških grofij je Norfolk sedma najbolj naseljena. Ima 850.800 prebivalcev (sredina leta 2008). Kljub temu je to večinoma podeželska grofija, ki je redko poseljena. V njej živi 155 ljudi na kvadratni kilometer. Norfolk je približno tridesetkrat manj gosto poseljen od osrednjega Londona in ima deseto najnižjo poseljenost med angleškimi grofijami. 38 % prebivalcev živi v treh večjih mestnih območjih: Norwich (259.100), Great Yarmouth (71.700) in King's Lynn (43.100). The Broads, omrežje rek in jezer, leži ob vzhodni obali grofije in meji na Suffolk. Območje je zavarovano in ima status narodnega parka. Za obiskovalce so zanimiva tudi zgodovinska mesta, kakršen je center Norwitcha.